# Склаве
Склаве (болг. Склаве) — село в Благоевградской области Болгарии. Входит в состав общины Сандански. Находится примерно в 6 км к юго-востоку от центра города Сандански и примерно в 59 км к югу от центра города Благоевград. По данным переписи населения 2011 года, в селе проживало 1464 человека.

## Население
| Год     | 1934 | 1946 | 1956 | 1965 | 1975 | 1985 | 1992 | 2001 | 2011 |
| ------- | ---- | ---- | ---- | ---- | ---- | ---- | ---- | ---- | ---- |
| Жителей | 881  | 1095 | 1104 | 1566 | 1599 | 1670 | 1679 | 1559 | 1464 |

| Национальность | Человек | Процент |
| -------------- | ------- | ------- |
| болгары        | 1070    | 91,3 %  |
| турки          | 8       | 0,68 %  |
| цыгане         | 86      | 7,34 %  |
| Всего ответов  | 1172    |         |

|  |

## Знаменитые уроженцы
- Александр Томов (р.1949) — борец, пятикратный чемпион мира, пятикратный чемпион Европы, трёхкратный призёр Олимпийских игр.